# Rambour
Rambour (auch Rambur geschrieben) ist der Name mehrerer Apfelsorten, deren Name wahrscheinlich vom Ort Rambures abgeleitet wurde, insbesondere der französische Rambour d'été, zu Deutsch Müschens Rosenapfel. Weitere Rambour-Sorten sind:
- Aplerbecker Rambour
- Beutelsbacher Rambur
- Gehrers Rambour
- Himbsels Rambour
- Lohrer Rambour
- Lothringer Rambour
- Lütticher Rambour
- Schwaikheimer Rambour
- Rheinischer Winterrambur
- Kaiser Alexander, wird ebenfalls zu den Rambouräpfeln gezählt